# Объединённая металлургическая компания
Объединённая металлургическая компания (АО «ОМК») — российская металлургическая компания. Полное наименование головной компании — Акционерное общество «Объединённая металлургическая компания». Штаб-квартира — в Москве.
Основана в 1992 году.

## Собственники и руководство
Компания полностью контролируется председателем совета директоров Анатолием Седых. Президент — Наталья Еремина.

## Деятельность
ОМК — один из крупнейших российских производителей и поставщиков металлопродукции и сервиса для топливной энергетики, автомобильного и железнодорожного транспорта и стального строительства.
В составе ОМК — шесть металлургических и машиностроительных предприятий, вагоноремонтная компания, металлосервисная и торговая сети.
Компании принадлежат следующие предприятия:
- Выксунский металлургический завод — Выкса (Нижегородская область). Производит сталь, стальные сварные трубы (трубы большого диаметра, нефтегазопроводные, общего назначения, обсадные, насосно-компрессорные, в том числе с премиальными резьбами, с наружным и внутренним покрытием, а также профильные и круглые трубы для строительства), колеса для поездов железных дорог и метро, стальной лист для трубной промышленности, машиностроения и судостроения. На базе Выксунского завода ОМК работает центр исследовательских лабораторий, здесь ведут разработку инновационных технологий и материалов.
- Альметьевский трубный завод — Альметьевск (Республика Татарстан). Производит сварные стальные сварные трубы различного назначения. Предприятия является филиалом завода ОМК в Выксе.
- Трубодеталь — Челябинск. Завод ОМК в Челябинске выпускает соединительные детали трубопроводов: отводы, тройники, переходы заглушки, а также блочно-модульное оборудование для ТЭК — автоматические газораспределительные станции, установки отбензинивания попутного нефтяного газа и другие.
- Благовещенский арматурный завод — Благовещенск (Республика Башкортостан) Основной продукцией завода ОМК в Благовещенске являются разнообразные задвижки, переключающие устройства, блоки предохранительных клапанов, обратные затворы и другая продукция для ТЭК.
- Чусовской металлургический завод — Чусовой (Пермский край). Завод ОМК в Чусовом производит стальные рессоры для грузовых автомобилей, лёгкого коммерческого транспорта, а также феррованадий, который в металлургии используют для выплавки сверхпрочных сталей.
- «ОМК-Стальной путь» — Москва. Это федеральная сервисная сеть по деповскому, капитальному и текущему ремонту железнодорожных вагонов.
- Белэнергомаш — БЗЭМ — Белгород. Завод ОМК в Белгороде производит трубную продукцию для АЭС и ТЭС, металлоконструкции, котельное и компенсационное оборудование.
- Оскольский завод металлургического машиностроения — Старый Оскол. Завод ОМК в Старом Осколе выпускает запасные части для горного и металлургического оборудования, предприятий других отраслей промышленности. Производит изделия из марганцовистых, высоколегированных и углеродистых сталей.

Среди основных потребителей продукции ОМК: Газпром, Российские железные дороги, Лукойл, Транснефть, Сургутнефтегаз, Роснефть, «Газпром нефть», EN+, «Росатом», НОВАТЭК, «Сибур», «КамАЗ», Группа ГАЗ, МАЗ и многие другие.
На предприятиях компании работает более 38 тысяч человек.
В 2021 году компания вошла в рейтинг журнала Forbes «200 крупнейших частных компаний России» на 60 месте с выручкой 169,7 млрд рублей за 2020 год..
По состоянию на 2024-2025 гг. ОМК входит в топ-10 лучших работодателей в промышленности в рейтинге HH.ru (2024 г.)  и в «золотой список» компаний в рейтинге лучших работодателей России по версии Forbes (2024 г. ), в числе ста российских и международных компаний, которые студенты выбрали бы для начала карьеры в рейтинге Changellenge (2025  г.)

## Показатели деятельности
ОМК по собственным оценкам в 2020 году в России по следующим показателям:
Занимает первое место
- на рынке ж/д колес;
- на рынке грузовых автомобильных рессор;
- на рынке трубопроводов для АЭС и ТЭС;
- на рынке соединительных деталей трубопроводов.

Занимает второе место
- на трубном рынке в целом;
- на рынке труб большого диаметра;
- на рынке обсадных труб.

Занимает третье место
- на рынке нефтегазопроводных труб;
- на рынке металлоконструкций.

ОМК принадлежит существенная доля на рынках ремонта и обслуживания вагонов, трубопроводной арматуры в сегментах присутствия ОМК, водогазопроводных труб, профильных труб, котлов и котельного оборудования.

## Санкции
19 мая 2023 года, на фоне вторжения России на Украину, компания включена в санкционный список Великобритании, так как компания «продолжает играть ключевую роль в секторе, имеющем стратегическое значение» для ведения боевых действий России на Украине.
14 сентября 2023 года, в ответ на российское нападение на Украину, компания включена в блокирующий санкционный список США против производственного сектора экономики России.